# J. R. 스미스

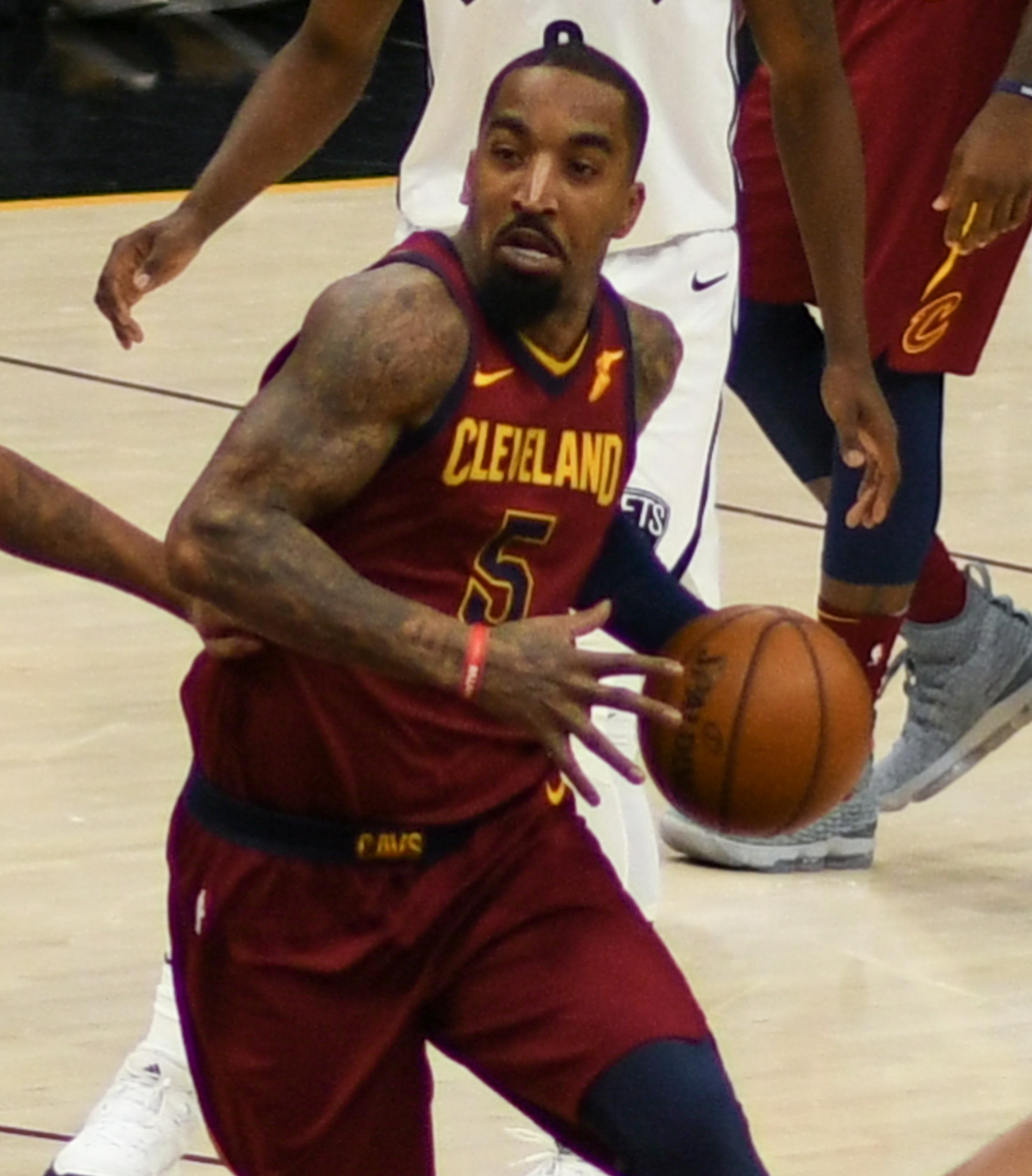
2018년 모습

J. R. 스미스(J. R. Smith, 본명: 얼 조셉 "J. R." 스미스 3세, Smith III, 1985년 9월 9일 ~ )는 전미 농구 협회(NBA)의 전직 프로 농구 선수이다. 스미스는 뉴어크 (뉴저지주)에 있는 뉴저지 농구 강국 성 베네딕도 예비 학교(Saint Benedict's Preparatory School)에서 고등학교 농구를 했다. 2004년 NBA 드래프트 1라운드에서 뉴올리언스 호네츠의 전체 18순위로 지명된 후 고등학교를 졸업하고 NBA에 입문했다. 또한 덴버 너기츠와 뉴욕 닉스뿐만 아니라 중국 농구 협회(CBA)의 저장 골든 불스(Zhejiang Golden Bulls)에서도 뛰었다. 스미스는 2016년 클리블랜드 캐벌리어스, 2020년 로스앤젤레스 레이커스에서 두 번의 NBA 챔피언십 우승을 차지했다.
2021년에 스미스는 노스캐롤라이나 A&T 주립 대학교(North Carolina A&T State University)에 등록하여 Aggies 골프 팀에 합류했다.